# 茨城県道53号つくば千代田線
茨城県道53号つくば千代田線（いばらきけんどう53ごう つくばちよだせん）は、茨城県内のつくば市からかすみがうら市に至る県道（主要地方道）である。

## 概要
つくば市長高野の茨城県道45号つくば真岡線（旧道）交点より東方角へ進み、つくば市小田、土浦市本郷を経て、かすみがうら市下土田の国道6号まで東西に結ぶ約20 kmの路線。つくば市筑穂で、国道408号（学園西大通り）の教員研修センター北交差点 - 西大通り入口交差点間の一部区間が重複する。路線名称にある「千代田」は、平成の大合併により発足したかすみがうら市の旧自治体のひとつ千代田町に由来する。

### 路線データ
- 起点：つくば市長高野字西脇1122番地先（茨城県道45号つくば真岡線・茨城県道56号つくば古河線交点）[1]
- 終点：かすみがうら市下土田字谷ツ420番4地先（国道6号交点＝下土田南交差点）[2]
- 総延長：20.332 km[3]
- 重用延長：0.040 km[3]
- 未供用延長：なし[3]
- 実延長：20.292 km[3]
- 自動車交通不能区間延長[注釈 1]：なし[3]

## 歴史
1977年（昭和52年）2月14日、前身にあたる県道上土田筑波線（稲敷郡千代田村大字上土田 - 筑波郡筑波町、整理番号137）、県道宗道筑波線（結城郡千代川村大字宗道 - 同郡筑波町、整理番号138）の一部を廃止・統合して主要地方道に昇格した新たな県道路線として、起点を筑波郡大穂町、終点を新治郡千代田村とする県道大穂千代田線（整理番号51）として路線認定された。路線認定当時、終点は千代田村（現・かすみがうら市）下土田の国道6号交点である下土田北交差点にあった。
1993年（平成5年）5月11日 - 建設省から、県道大穂千代田線がつくば千代田線として主要地方道に指定される。1995年（平成7年）に茨城県道の整理番号の再編を機に、路線名称と整理番号が変更されて現在の県道つくば千代田線（整理番号53）となった。

### 年表
- 1977年（昭和52年）2月14日
  - 起点を筑波郡大穂町、終点を新治郡千代田村とする現在路線にあたる主要地方道大穂千代田線（整理番号51）として路線認定される[7]。
  - 道路区域を、筑波郡大穂町大字長高野 - 新治郡千代田村大字下土田（21.4245 km）に決定する[1]。
  - 同時に、前身にあたる県道上土田筑波線（稲敷郡千代田村大字上土田 - 筑波郡筑波町、整理番号137）、県道宗道筑波線（結城郡千代川村大字宗道 - 同郡筑波町、整理番号138）を廃止[4]。
- 1978年（昭和53年）2月9日：筑波郡大穂町大字大曾根の学園西大通り区間（456 m）を4車線化区域に指定[8]。
- 1979年（昭和54年）1月29日：筑波郡大穂町大字篠崎 - 同町大字大曾根（学園西大通り）に、教員研修センター北交差点を経由する道路改良バイパス（1.084 km）を供用開始[9]。
- 1984年（昭和59年）5月17日：筑波郡筑波町大字北太田 - 同町大字小田の道路改良バイパス道路の一部区間（1.08 km）が開通[10]。
- 1986年（昭和61年）3月31日：筑波郡筑波町大字北太田 - 同町大字小田（国道125号）のバイパス（約2.2 km）が開通[11]。
- 1988年（昭和63年）3月10日：つくば市（旧・筑波町）大字小田（国道125号） - 同市大字大形のバイパス（約1.0 km）が開通[12]。
- 1989年（平成元年）5月18日：千代田村大字下土田（ - 国道6号・下土田南交差点）のバイパス道路（約0.24 km）が開通[13]。
- 1990年（平成2年）
  - 4月5日：新治郡新治村大字永井 - 千代田村大字中佐谷の現道拡幅及びバイパス新設する道路区域 (2.68 km) が決定[14]。
  - 12月10日：つくば市大字長高野 - 同市大字篠崎の道路改良バイパス道路（約0.6 km）を供用開始[15]。
- 1994年（平成6年）3月14日：つくば市大字篠崎地内（大穂中学校前）の旧道（590 m）が指定解除により市道に降格する[16]。
- 1995年（平成7年）3月30日：町村合併により大穂町がつくば市となったことなどから、路線名と整理番号がつくば千代田線（整理番号53）に変更される[6]。
- 1997年（平成9年）1月9日：新治郡千代田町（旧・千代田村）大字下土田地内の旧道（791 m）が指定解除により市道に降格し、終点（国道6号交点）を現在地（下土田南交差点）に変更[2]。
- 2000年（平成12年）1月27日：つくば市大字小田（国道125号・小田十字路） - 同市大字大形の旧道（1.264 km）が指定解除により市道に降格[17]。
- 2006年（平成18年）4月6日：つくば市若森 - 同市小田の区間を、通行する車両の高さの最高限度4.1 mの道路に指定[18]。
- 2008年（平成20年）
  - 4月1日：つくば市大曽根 - 同市小田の区間を、通行する車両の最大重量限度25トンの道路に指定[19]。
  - 9月16日：つくば市北太田 - 同市小田（国道125号・小田十字路）の旧道（3.195 km）が指定解除によりつくば市道に降格[20]。
- 2009年（平成21年）4月1日：つくば市小田 - かすみがうら市（旧・千代田町）下土田の区間を、通行する車両の最大重量限度25トンの道路に指定[21]。

## 路線状況
つくば市街地から石岡・水戸方面へ短絡できるルートのため、比較的交通量が多い。つくば市北太田から小田にかけての区間はバイパス化されている。

### 重複区間
- 国道408号（つくば市大曽根 教員研修センター北交差点 - 西大通り入口交差点：約0.5 km）

### 道路施設
- 太田橋（桜川、つくば市大曾根 - 北太田）
- 四万騎橋（常磐自動車道、かすみがうら市上土田・飯田）

## 地理

### 通過する自治体
- つくば市
- 土浦市
- かすみがうら市

### 交差する道路

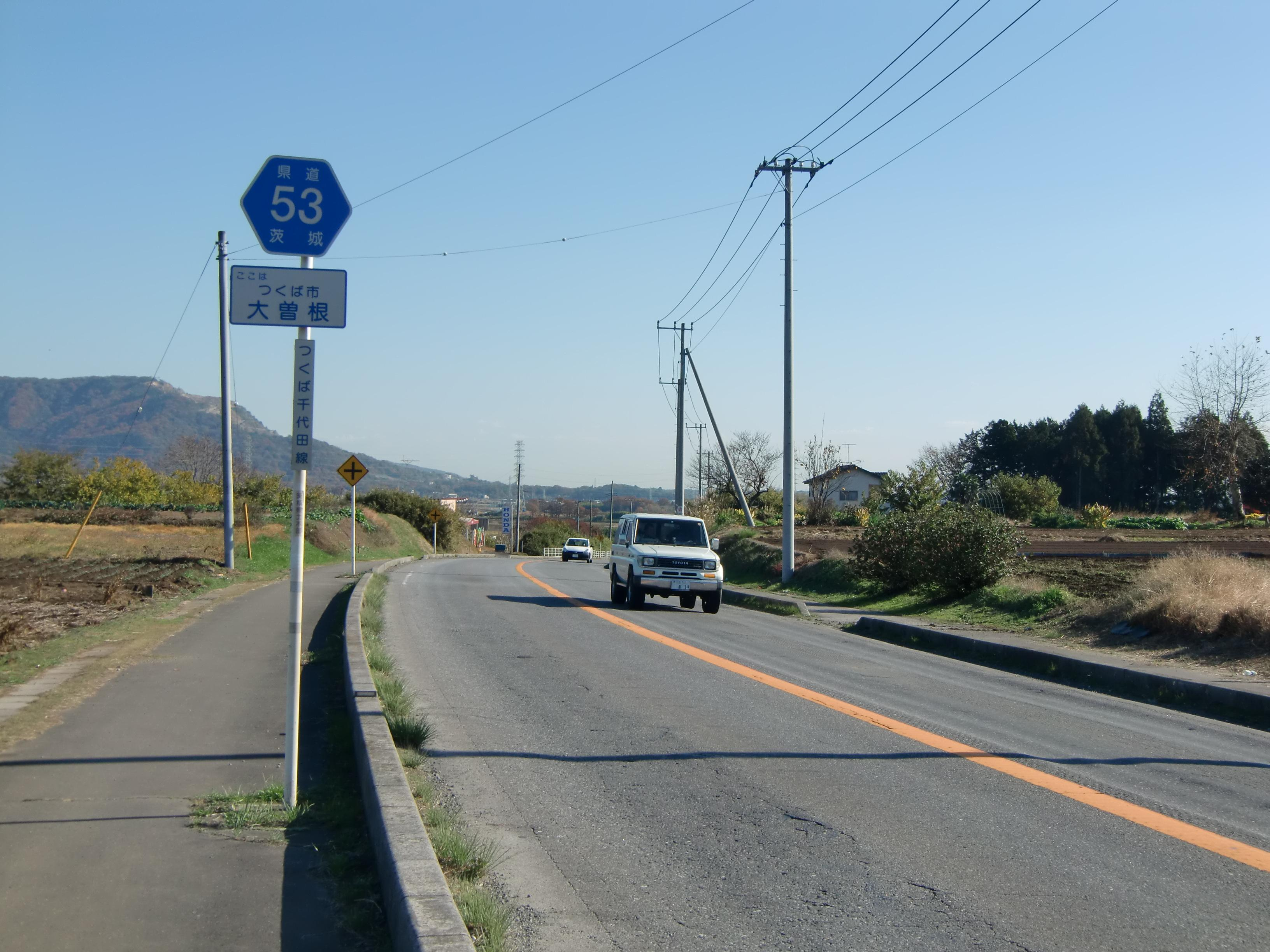
茨城県道53号つくば千代田線
つくば市大曽根（2010年11月）

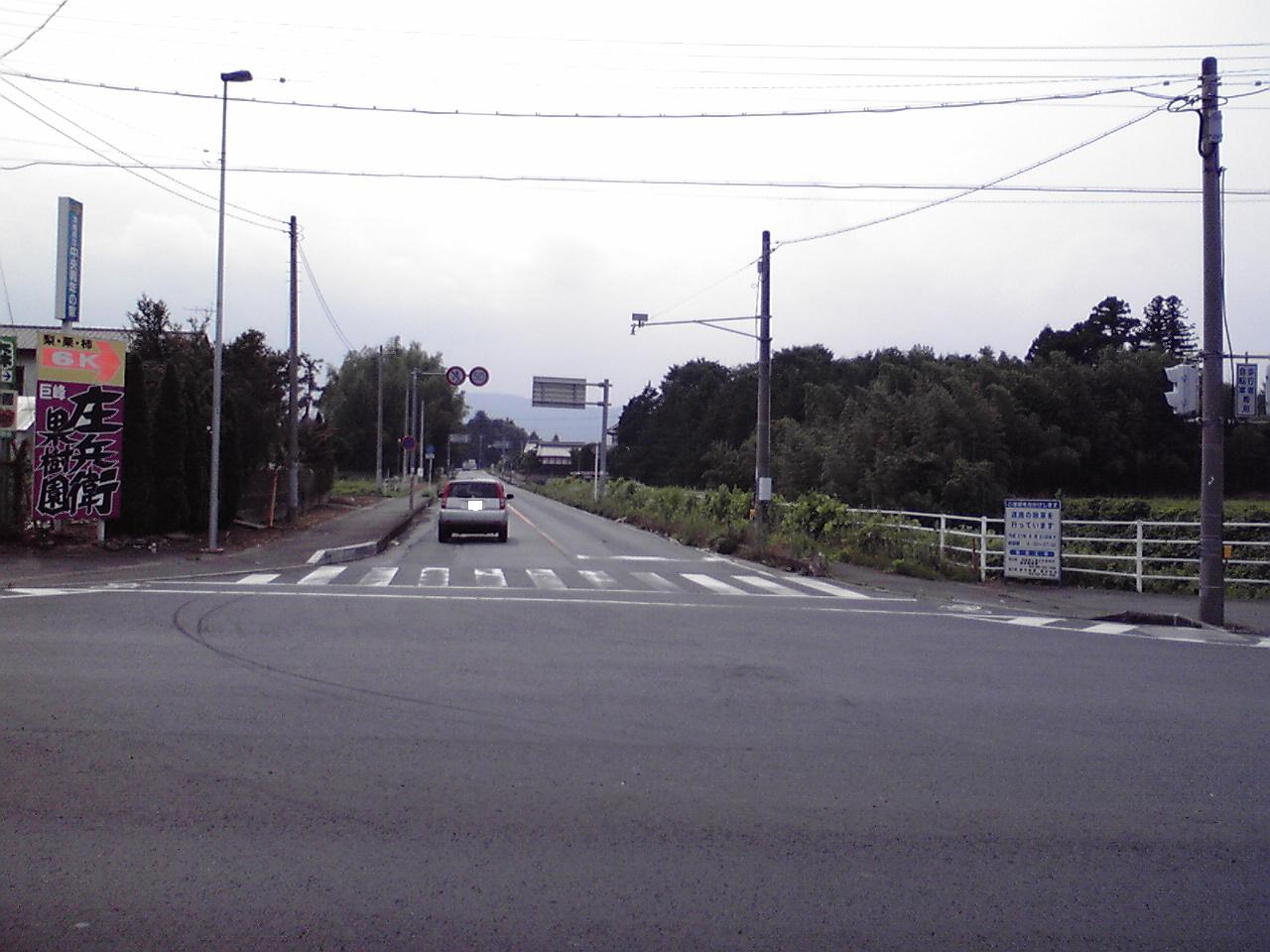
終点・下土田南交差点

- 茨城県道45号つくば真岡線・茨城県道56号つくば古河線（起点）
- 茨城県道213号長高野北条線（つくば市長高野 前野小入口交差点）
- 国道408号（つくば市大曽根・教員研修センター北交差点）
- 国道408号・茨城県道55号土浦つくば線（つくば市大曽根・西大通り入口交差点）
- 茨城県道19号取手つくば線・茨城県道128号土浦大曽根線（つくば市若森）
- 茨城県道501号桜川土浦自転車道線（つくばりんりんロード）（つくば市小田）
- 国道125号（つくば市小田）
- 茨城県道199号小野土浦線（土浦市大志戸 二本松交差点）
- 茨城県道236号筑波公園永井線（土浦市永井）
- 茨城県道64号土浦笠間線（かすみがうら市下佐谷 下佐谷交差点）
- 国道6号（終点）

### 沿線にある施設など
かすみがうら市内の区間は果物狩りを掲げる観光農園が多数立地する。農園によって果物の種類は異なるが、リンゴ・イチゴ・ブドウ・梨・栗などが収穫できる。
- つくば市立大穂中学校（つくば市篠崎）
- 国土技術政策総合研究所（つくば市立原）
- 桜川（つくば市）
- 筑波小野田レミコン（土浦市小高）
- 第一常陸野公園（かすみがうら市中佐谷）
- かすみがうら市立千代田中学校（かすみがうら市上佐谷）
- つくば国際大学東風高等学校（かすみがうら市上土田）